# Ommata rubroscutellaris
Ommata rubroscutellaris là một loài bọ cánh cứng trong họ Cerambycidae.